# Pulitzer-Preis 1928
Der Pulitzer-Preis 1928 war die 12. Verleihung des renommierten US-amerikanischen Literaturpreises. Es wurden Preise in acht Kategorien im Bereich Journalismus und dem Bereich Literatur, Theater und Musik vergeben.
Die Jury bestand aus 14 Personen, unter anderem dem Präsidenten der Columbia-Universität Nicholas Murray Butler und Ralph Pulitzer, Sohn des Pulitzer-Preis-Stifters und Herausgeber der New York World.

## Preisträger
| Kategorie                                     | Preisträger                                  | Begründung                                                                                     |
| --------------------------------------------- | -------------------------------------------- | ---------------------------------------------------------------------------------------------- |
| Dienst an der Öffentlichkeit (Public Service) | The Indianapolis Times                       | Preis verliehen für den Kampf gegen die Korruption in Indiana.                                 |
| Leitartikel (Editorial Writing)               | Grover Cleveland Hall, Montgomery Advertiser | Preis verliehen für die Positionierung gegen Gewalt und rassistische und religiöse Intoleranz. |
| Karikatur (Editorial Cartooning)              | Nelson Harding, Brooklyn Daily Eagle         | Preis verliehen für May His Shadow Never Grow Less.                                            |

| Kategorie                                                   | Preisträger                                                           |
| ----------------------------------------------------------- | --------------------------------------------------------------------- |
| Roman (Novel)                                               | The Bridge of San Luis Rey von Thornton Wilder                        |
| Theater (Drama)                                             | Strange Interlude von Eugene O’Neill                                  |
| Geschichte (History)                                        | Main Currents in American Thought von Vernon Louis Parrington         |
| Biographie oder Autobiographie (Biography or Autobiography) | The American Orchestra and Theodore Thomas von Charles Edward Russell |
| Dichtung (Poetry)                                           | Tristram von Edwin Arlington Robinson                                 |